# Joselyn Dumas
Joselyn Dumas (/ˌdʒɔːsəlɪn ˈdʊmɑː/; sinh ngày 31 Tháng 8 năm 1980)  là một chương trình truyền hình Ghana và nữ diễn viên. Năm 2014, cô đóng vai chính trong  A Northern Affiar, một vai diễn đã mang lại cho cô một giải thưởng điện ảnh Ghana và một đề cử giải thưởng của Viện hàn lâm điện ảnh châu Phi cho Nữ diễn viên xuất sắc nhất.

## Tuổi thơ
Dumas được sinh ra Joselyn Canfor-Dumas ở Ghana và trải qua thời thơ ấu ở Accra, Ghana. Cô đã được giáo dục cơ bản tại Trường Sao mai  và tiếp tục đến trường Trung học Tổng giám mục Porter Girls  nơi cô trở thành Trường Giải trí. Joselyn tiếp tục học tập tại Hoa Kỳ nơi cô học để lấy Bằng Luật Hành chính.

## Sự nghiệp

### Sự nghiệp truyền hình
Joselyn Dumas là một trợ lý thực tập cho đến khi cô chuyển đến Ghana để theo đuổi giấc mơ trở thành một nhân vật truyền hình. Cô xuất hiện lần đầu trên truyền hình với tư cách là người dẫn chương trình của Charter House's Rhy tiếtz, một chương trình giải trí, đã xem cuộc phỏng vấn của cô với nhiều người nổi tiếng. Cô đã được người đứng đầu bị săn đuổi bởi một trong những mạng lưới truyền hình lớn nhất của Ghana để lưu trữ chương trình của họ đầu tiên của sản xuất hàng đầu Talk, The One Show,  được phát sóng từ năm 2010 đến năm 2014. Cô hiện đang là host cho một chương trình truyền hình nói chuyện mới Ở nhà với Joselyn Dumas được phát sóng trên khắp châu Phi và một phần của châu Âu 

### Sự nghiệp điện ảnh
Vai diễn của cô trong Perfect Picture, đã gây ấn tượng lâu dài với đạo diễn, dẫn đến những vai chính sau đó trong các bộ phim khác. Bước ngoặt lớn của cô đến hai năm sau đó trong loạt phim Shirley Frimpong-Manso Adams Apples. Vai diễn "Jennifer Adams" trong Adams Apples đã được đề cử Nữ diễn viên chính xuất sắc nhất trong vai chính cùng với nữ diễn viên Hollywood Kimberly Elise tại Giải thưởng điện ảnh Ghana 2011. Kể từ khi Joselyn Dumas đến với cảnh diễn xuất ở Ghana. Cô đã đóng những vai chính trong các bộ phim và loạt phim như Love hay Something Like That, A Sting in a Tale, Perfect Picture, A Northern affair và Lekki Wives. Cô đã đóng vai chính cùng với một số diễn viên của châu Phi, bao gồm John Dumelo, Majid Michel của Ghana và OC Ukeje của Nigeria.

### Nhà sản xuất
Cô đồng sản xuất Hoa hậu Malaika Ghana, một trong những cuộc thi sắc đẹp uy tín nhất ở Ghana, từ 2008 đến 2010. Cô cũng là người sáng lập và Giám đốc điều hành của Virgo Sun Company Limited, một đơn vị sản xuất dưới quyền giám đốc của cô, đã hợp tác sản xuất bộ phim đầu tiên Love or Something Like that, được UNAIDS chứng thực. Cô hy vọng sẽ sản xuất cũng như đầu tư vào nhiều chương trình truyền hình hoặc loạt phim như V Republic, một bộ phim truyền hình sắc nét được sản xuất bởi Sparrow Productions với sản xuất điều hành bởi VirgoSun.

### Xuất hiện đặc biệt
Dumas nổi bật với vai trò là cô dâu trong bài hát hit "Fine Lady" của Lynxx kết hợp với Wizkid.

### Chứng thực
Cô hiện là đại sứ thương hiệu của Range Rover Evoque Ghana  và Jobberman Ghana, một công ty quảng cáo việc làm.

## Gây quỹ
Cô tin vào việc trả lại cho xã hội, đặc biệt là nơi trẻ em quan tâm. Niềm đam mê của cô đối với công việc từ thiện đã dẫn đến việc thành lập Quỹ Joselyn Canfor-Dumas (JCDF) để giúp giải quyết nhu cầu của trẻ em dễ bị tổn thương từ mọi thành phần và khu vực của Ghana. Nền tảng JCD hiện đang thực hiện một dự án tập trung vào Tự kỷ.

## Đóng phim
| Năm  | Chức vụ                         | Vai trò                |
| ---- | ------------------------------- | ---------------------- |
| 2009 | Bức ảnh hoàn hảo                | Vai trò cameo          |
| 2009 | Một Sting trong một câu chuyện  | Esi                    |
| 2011 | Táo Adams                       | Jennifer Adams         |
| 2011 | Giường hoa hồng                 | Dược sĩ                |
| 2012 | Nhìn trộm                       | Thám tử                |
| 2014 | Một vụ phía Bắc                 | Esaba                  |
| 2014 | Vợ Lekki (mùa 2)                | Aisha                  |
| 2014 | Tình yêu hay những thứ tương tự | Tiến sĩ Kwaaley Mellow |
| 2014 | Cộng hòa V                      | Mansa                  |
| 2015 | Mưa bạc                         | Adjoa                  |
| 2015 | Quy ước trao đổi tù binh        | Đặc vụ Naana           |
| 2017 | Khoai tây Khoai tây             | Lulu                   |

## Giải thưởng và công nhận
| Năm  | Giải thưởng                                                   | thể loại | Kết quả   |
| ---- | ------------------------------------------------------------- | --- | --------- |
| 2011 | Giải thưởng điện ảnh Ghana (GMA)                              | Nữ diễn viên xuất sắc nhất trong vai chính                                                                                              | Đề cử     |
| 2012 | Giải thưởng Nhân cách của Đài Phát thanh và Truyền hình (RTP) | Máy chủ giải trí tốt nhất của năm | Đoạt giải |
| 2013 | Giải thưởng Nhân cách của Đài Phát thanh và Truyền hình (RTP) | - Nhân vật phát thanh / truyền hình của năm - Nữ chủ nhân của giải trí của năm - Người dẫn chương trình của năm                         | Đề cử     |
| 2013 | TV 4sy                                                        | Người nổi tiếng Ghana nóng nhất | Đoạt giải |
| 2013 | Giải thưởng điện ảnh Ghana (GMA)                              | Nữ phụ xuất sắc nhất | Đoạt giải |
| 2013 | Giải thưởng Nhân dân Thành phố                                | - Đóng góp của Stellar cho ngành công nghiệp điện ảnh và truyền thông ở Châu Phi - Tăng trưởng mạnh mẽ trong ngành công nghiệp điện ảnh | Đoạt giải |
| 2014 | Giải thưởng Học viện Điện ảnh Châu Phi (AMAA)                 | Nữ diễn viên xuất sắc nhất trong vai chính                                                                                              | Đề cử     |
| 2014 | Giải thưởng Lựa chọn của Người xem Châu Phi (AMVCA)           | Nữ diễn viên xuất sắc nhất trong vai chính                                                                                              | Đề cử     |
| 2014 | Tất cả các mạng truyền thông châu Phi                         | Tính cách nổi bật trong khởi nghiệp sáng tạo                                                                                            | Đoạt giải |
| 2014 | Giải thưởng điện ảnh Ghana                                    | Nữ diễn viên xuất sắc nhất trong vai chính                                                                                              | Đoạt giải |
| 2015 | Giải thưởng Lựa chọn của Người xem Châu Phi (AMVCA)           | Nữ diễn viên xuất sắc nhất trong một bộ phim truyền hình                                                                                | Đề cử     |
| 2015 | Giải thưởng ngân hàng GN                                      | Nữ diễn viên tốt nhất | Đoạt giải |
| 2015 | Giải thưởng Blog Ghana                                        | Trang Instagram tốt nhất | Đoạt giải |
| 2016 | Giải thưởng điện ảnh vàng                                     | Nữ diễn viên xuất sắc nhất, phim truyền hình Shampaign                                                                                  | Đoạt giải |
| 2016 | Giải thưởng trang điểm Ghana                                  | Người nổi tiếng quyến rũ nhất | Đoạt giải |
| 2016 | Danh sách rút gọn                                             | Trong số 3 phụ nữ hàng đầu châu Phi về giải trí                                                                                         | Đoạt giải |